# يوسف عومارو
يوسف عومارو آليو أو يوسوفا أومارو، وُلد في 16 فبراير 1993 في مدينة نيامي. هو لاعب كرة قدم دولي نيجيري، يشغل مركز وسط ميدان، ويلعب حاليًّا في نادي الترجي الرياضي التونسي.

## مسيرة كروية

### في النوادي
في عام 2021، وقَّع الدولي النيجيري مع الاتحاد الرياضي المنستيري.
في يوليو 2023، وقَّع لصالح فريق الترجي الرياضي التونسي.

### في المنتخب الوطني
ظهر أومارو لأول مرة دوليًا مع منتخب النيجر في 13 نوفمبر 2015 في مباراة ودية ضد نيجيريا انتهت بهزيمة النيجر 2-0.
في 16 أكتوبر 2018، سجل هدفه الأول لصالح النيجر ضد تونس، رغم الخسارة 2–1 في تصفيات كأس الأمم الأفريقية 2019.

## جوائز وإنجازات

### في النوادي
- كأس السوبر التونسي مع الاتحاد الرياضي المنستيري : 2021.[3]

## روابط خارجية
يوسف عومارو على موقع قاعدة بيانات كرة القدم.إي يو (الإنجليزية)
- يوسف عومارو على موقع ناشيونال فوتبول تيمز (الإنجليزية)
- يوسف عومارو على موقع Soccerway.com (الإنجليزية)